# Martín Fassi
Martín Fassi (San Isidro, 14 de novembro de 1960) é um clérigo argentino e bispo católico romano de San Martín.
Martín Fassi estudou no seminário diocesano de San Isidro e foi ordenado sacerdote pela diocese de San Isidro em 14 de dezembro de 1984. Esteve envolvido na formação sacerdotal no seminário regional Nuestra Señora de la Encarnación em Resistencia, como missionário em Cuba e como sacerdote em Pacheco. Eventualmente foi nomeado vigário geral da diocese de San Isidro.
O Papa Francisco nomeou-o bispo titular de Dionísio e bispo auxiliar em San Isidro em 17 de novembro de 2014. Foi ordenado bispo pelo Bispo de San Isidro, Óscar Vicente Ojea, em 11 de dezembro do mesmo ano. Os co-consagradores foram o ex-bispo de San Isidro, Alcides Jorge Pedro Casaretto, e o bispo de Río Gallegos, Miguel Ángel D'Annibale.
Em 5 de dezembro de 2020, o Papa Francisco nomeou-o Bispo de San Martín. A posse ocorreu no dia 26 de dezembro do mesmo ano.